# Alejandro García (Boxer)
Alejandro García (* 18. Juli 1979 in Tijuana, Mexiko) ist ein ehemaliger mexikanischer Boxer im Halbmittelgewicht und zweifacher WBA-Weltmeister. 

## Karriere
Am 1. März 2003 nahm er Santiago Samaniego den regulären Weltmeistertitel der WBA ab. Im September desselben Jahres verteidigte er diesen Gürtel gegen den bis dahin ungeschlagenen Rhoshii Wells durch Aufgabe in Runde 10. Im Dezember desselben Jahres verlor er ihn allerdings an den bis dahin ungeschlagenen Travis Simms durch technischen K. o. in Runde 5. Im Juni 2005 wurde García kampflos zum WBA-Weltmeister ernannt und hielt diesen Titel nun zum zweiten Mal. Bereits in seiner ersten Titelverteidigung verlor er ihn allerdings im darauffolgende Jahr gegen Jose Antonio Rivera.